# Neumarkt in der Oberpfalz
Neumarkt in der Oberpfalz is de Kreisstadt van het Landkreis Neumarkt in der Oberpfalz in de Duitse deelstaat Beieren. De stad telt 40.243 inwoners.

## Geboren in Neumarkt in der Oberpfalz
- Christoffel III van Denemarken (1418-1448), koning van Denemarken, Zweden en Noorwegen
- Dietrich Eckart (1868-1923), publicist
- Laura Kuske (2002), handbalster